# Genukwatu
Genukwatu is een bestuurslaag in het regentschap Jombang van de provincie Oost-Java, Indonesië. Genukwatu telt 6969 inwoners (volkstelling 2010).